# Tam Mỹ Tây
Tam Mỹ Tây is een xã in het district Núi Thành, een van de districten in de Vietnamese provincie Quảng Nam. Tam Mỹ Tây heeft ruim 5800 inwoners op een oppervlakte van 51,04 km².

## Geografie en topografie
Tam Mỹ Tây ligt in het zuiden van de huyện. In het zuiden grenst het aan de huyệns Trà Bồng en aan Bình Sơn in de provincie Quảng Ngãi.